# Полімерний буровий розчин
Буровий полімерний розчин (рос. буровой раствор полимерный; англ. polymer drilling mud; нім. Polymerspülung f, Polymerbohrspülung f) — розчин на водній основі, який містить високомолекулярні полімери лінійної будови, що застосовується при бурінні головним чином міцних порід. 
Характеризується високою гідрофільністю та псевдопластичністю — здатністю розріджуватися до в’язкості, близької до в’язкості води, при великих швидкостях зсуву і загущуватися при низьких. 
Розрізняють безглинисті й малоглинисті полімерні бурові розчини. 
Полімерний буровий розчин сприяє збільшенню механічної швидкості проходки, стійкості долота, зниженню абразивного зношування тертьових частин насосів тощо.